# Helene Hayman
Helene Valerie Hayman, baronne Hayman, née le 26 mars 1949 à Wolverhampton, est une femme politique britannique. Elle est députée à la Chambre des communes entre 1974 et 1979 et membre depuis 1996 de la Chambre des lords dont elle est présidente de 2006 à 2011.

## Biographie
Helene Valerie Middleweek est la fille de Maurice et Maude Middleweek. Elle suit des études au lycée de jeunes filles de Wolverhampton, le Wolverhampton Girls' High School puis des études de droit au Newnham College, de l'université de Cambridge dont elle sort diplômée en 1969. Elle préside la Cambridge Union Society en 1969. Helene Middleweek travaille ensuite pour l'organisation caritative Shelter entre 1969 et 1971, puis pour les services sociaux du district londonien de Camden jusqu'en 1974. En 1974, elle se marie avec Martin Heathcote Hayman. Le couple a quatre fils.
Hayman est élue députée en octobre 1974 sous l'étiquette travailliste dans la circonscription nouvellement créée de Welwyn Hatfield, dans le Hertfordshire, au nord de Londres. Hayman est alors la plus jeune élue à la Chambre des communes jusqu'à une élection partielle en 1979. Elle est aussi la première femme à allaiter à la Chambre des communes. Hayman perd son siège face au conservateur Christopher Murphy lors de l'élection générale de 1979.
Hayman est membre de divers comités d'éthique : celui du Royal College of Obstetricians and Gynaecologists, une institution chargée de superviser et de réguler la pratique de l'obstétrique et de la gynécologie au Royaume-Uni, de 1982 à 1997, celui de l'University College London et de l'University College Hospital de 1987 à 1997. De 1992 à 1997, elle fait partie du conseil de l'University College de Londres et dirige le fonds du NHS pour l'hôpital Whittington.
Elle obtient son anoblissement à vie en 1996 et porte désormais le titre de baronne Hayman, of Dartmouth Park in London Borough of Camden.
Les élections de 1997 sont remportées par le parti travailliste et Hayman est nommée secrétaire d'État (junior minister) au ministère de l'Environnement, des Transports et des Régions, puis au ministère de la Santé avant d'être nommée en juillet 1999 ministre (minister of State) de l'Agriculture, des Pêcheries et de la Nourriture. 
Hayman devient membre du Conseil privé en 2001, avant de le quitter le conseil la même année pour diriger Cancer Research UK qui vise à sensibiliser les populations sur le cancer et à financer la recherche. Elle prend la direction de la Human Tissue Authority, institution qui vise à réguler le prélèvement, le stockage et la greffe de tissus humains, en 2005 et est membre de l'organisation qui administre les jardins botaniques royaux de Kew ainsi que de la Human Fertilisation and Embryology Authority, organisme qui supervise la pratique de l'insémination artificielle, de la fécondation in vitro ainsi que la conservation des ovules, du sperme et des embryons.
Une réforme constitutionnelle (Constitutional Reform Act 2005) est votée en 2005 qui sépare la fonction de lord chancelier de celle de président de la Chambre des lords.
Neuf candidats se présentent à l'élection de président et le 4 juillet 2006, après sept tours de scrutin Hayman est élue pour un mandat de cinq ans. À l'instar du président de la Chambre des communes, Hayman démissionne du Parti travailliste car elle doit être sans affiliation partisane pour garantir son impartialité. Elle reste en fonction jusqu'en 2011.
En 2012, elle est nommée Dame grand-croix de l'ordre de l'Empire britannique.